# Kari Byron
Kari Elizabeth Byron, née le 18 décembre 1974 en Californie, est une artiste et animatrice d'émission TV américaine basée à San Francisco, principalement connue pour sa participation à l'émission MythBusters diffusée sur Discovery Channel.

## MythBusters
Dans MythBusters, Kari Byron fait partie de « l'équipe bis » ou « équipe des juniors » aux côtés de Tory Belleci et Grant Imahara et sous les ordres d'Adam Savage et Jamie Hyneman.
Elle participe ainsi à la mise à l'épreuve des mythes. Elle a plusieurs fois insisté et montré sa détermination pour être embauchée dans l'atelier « M5 Industries » de Jamie Hyneman. Lors de son premier jour de salariée, Hyneman et le producteur de MythBusters lui ont demandé de l'aide sur le mythe des « toilettes explosives ». Elle occupe un rôle plus important dans l'émission de même que les autres « apprentis mythbusters » à partir de la seconde saison. N’ayant pas l'habitude de la caméra, Kari a eu de son propre aveu besoin d'un temps d’adaptation pour commencer à agir de manière naturelle lorsqu'elle était filmée.
Au cours de la seconde partie de la saison tournée en 2009, Kari Byron a pris un congé maternité et a été temporairement remplacée par Jessie Combs.
Le 22 août 2014 est annoncé que Kari ainsi que Tory et Grant quittaient l'émission.

## Autres émissions
Entre 2010 et 2011, elle anime l'émission, Casse-tête avec Kari Byron (Head Rush en anglais), sur Discovery Science, qui s'attache à faire de la vulgarisation scientifique à l'intention des adolescents .
En 2016, elle anime l'émission White Rabbit Project accompagnée de Tory Belleci et Grant Imahara , émission originale Netflix. Le trio compare et note diverses technologies et prouesses humaines.

## Carrière en tant qu'artiste
L'art et la sculpture sont des aspects importants de sa vie et elle a affirmé qu'elle créait des formes d'art tous les jours, déclarant qu'elle deviendrait folle si elle ne le faisait pas. Parmi ses matériaux préférés se trouvent l'argile polymère, la gouache acrylique, le bois, et les métaux. Elle expose certaines de ses œuvres sur son site personnel. Elle confesse avoir trouvé une partie de son inspiration dans des œuvres présentées au centre d'art contemporain Southeastern Center for Contemporary Art. En dépit du succès de MythBusters, elle continue la sculpture même si elle participe à moins d'expositions que par le passé. Elle craint d'ailleurs que sa carrière artistique n'entre en conflit avec l'émission, et a déjà rencontré des visiteurs qui souhaitaient davantage lui parler du show que de ses œuvres.

## Vie personnelle
Kari a été diplômée au lycée Los Gatos de la ville du même nom, en Californie puis a étudié le cinéma et la sculpture à l'Université d'État de San Francisco, obtenant un baccalauréat en arts avec la mention magna cum laude en mai 1998. Elle passa l'année suivante à voyager, en particulier en Asie où elle se rendit dans la chaine de l'Himalaya. Au cours de cette période, elle s’impliqua dans un nombre important de projets artistiques.
Elle est pescetarienne, un fait révélé au cours de l'émission MythBusters où elle est apparue comme particulièrement mal à l'aise avec les expériences qui nécessitaient le recours à des restes d'animaux. Pendant un long moment, elle a préféré se décrire comme simple végétarienne pour éviter toute confusion, avant de s'expliquer lors d'une interview accordée au site web Suicide Girls.
Elle affirme être athée depuis son enfance. Elle était mariée avec l'artiste Paul Urich, avec qui elle a eu une fille qui est née le 28 juin 2009.